# 叶姉妹
叶姉妹（かのうしまい）は、叶恭子と叶美香の2人からなるユニット。戸籍上の姉妹ではない。モデル、テレビタレント、作家、映画プロデューサー、エクササイズビデオの発売など活動は多岐にわたる。かつての肩書に「トータルビューティーアドバイザー」「トータルライフアドバイザー」「ライフスタイルアドバイザー」を自称した。現在は「セレブリティライフスタイルプロデューサー」を名乗っている。

## メンバー

### 叶 恭子（かのう きょうこ）
叶姉妹の姉役。芸能活動の初期には、杉本 エルザ（すぎもと えるざ）名義で活動しており、1984年9月号『平凡パンチ別冊』（平凡出版）にてセミヌード・グラビアを披露している。
大の昆虫好きで、本屋へ行った際にあらゆる昆虫図鑑を購入している。特にアリを好み、大きな黒いアリに「エリザベス」「アンソニー」など1匹ずつ名前を付けアントクアリウムで飼育していたが、共食いをするため自然に返すよう美香に依頼した（東京ではだめということで、富士山麓まで美香が車で赴き放した）。ペットであるベンガルキャットを溺愛している。ただし、世話のほとんどを美香に任せている。
アンダーヘアーを永久脱毛し、その箇所へ蝶の入れ墨を施している。入れ墨はほかに、左手の平に「叶」の一文字、右手首に「The world is yours」の文字と拳銃のモチーフ、足の甲には恭子自らが下絵を描いた白虎の姿が彫られている。
自身の取り巻きである男性を「メンズ」と呼び、特に容姿端麗な者は「グッド・ルッキング・ガイ」と呼称する。彼らは恭子の嗜好からほとんどが黄色人種以外の20代前半男性で世界的に活躍するスーパーモデルが多いという。メンバーは頻繁に交代する。

### 叶 美香（かのう みか）
叶姉妹の妹役。芸能活動の初期には、本名の玉井美香、玉乃 ヒカリ（たまの ひかり）名義にてグラビア等で活動し写真集も出版した。日本に現存するミス・コンテストにおいて最古の歴史を持つ「ミス日本」の第20回（1988年度）ミス日本グランプリ受賞者。1988年、日本テレビ系の深夜番組『11PM』のカバーガールとして月曜日にレギュラー出演。映画『私をスキーに連れてって』『彼女が水着にきがえたら』に出演した。高校時代、阪神タイガースの応援番組『週刊トラトラタイガース』の番組アシスタントを務めた。
恭子と比較し常識人で冷静。常に姉の世話に手を焼いている。昼夜逆転生活を送る「夜型人間」で、睡眠時間は2、3時間だという。ほぼ毎夜デートをする姉の送迎を担い、自ら車を運転することもある。
保育士資格と幼稚園・小学校教諭免許状を保有している。ゴルフが得意。芸能人ゴルフコンペには単独で出場し、恭子がコーディネートしたシャネルやベルサーチなどのハイブランドの服をゴルフウェアにした華やかな姿がマスコミで頻繁に取り上げられる。

## 来歴
1988年、美香が第20回「ミス日本」（1988年度）にてミス日本グランプリを受賞。
1997年ごろ、ファッション雑誌「25ans」に「スーパー読者」として登場し、華やかでゴージャスなファッションやライフスタイルが女性読者からの熱狂的な支持を得た。彼女らの登場は、読者モデルが一般的に注目されるきっかけになる。また同時期、ワイドショー「スーパーワイド」、「ジャスト」のコーナー『辛口ピーコのファッションチェック』において、たびたび取り上げられた。その後まもなく、「ジャスト」にて女性の美に対する情報コーナー『美は一日にして成らず』を担当。

### ブログ
2009年1月9日、アメーバブログにて『ABUNAI SISTERS』を開設。これは叶姉妹をモデルとしたProduction I.G制作によるアニメーションの名称にちなんだもの。「ABUNAI（危ない）」は恭子が考案し、アメリカのドラマ『HEROES』においてマシ・オカ演じるヒロ・ナカムラの台詞として世界的に流行した「ヤッター!」に続き流行らせたい日本語だという。開設直後からランキング上位の常連となり、2009年1月31日に有名人ランキング1位を獲得した。2009年7月ごろ、恭子のレーシック手術のためブログを一時休止。2009年8月26日再開。
2016年7月9日、Twitterの一般ユーザーが「最近の叶恭子さん、ジョジョみたいで最高じゃないですか?」（いわゆる“ジョジョ立ち”のクールさがあるという趣旨）のコメントとともに、叶姉妹のブログに掲載されていた恭子のポージング写真をピックアップしてツイートし、数多くリツイートされ反響を呼んだ。叶姉妹はTwitterアカウントを所有していなかったが、同年7月13日のブログに『ジョジョの空条承太郎・東方仗助・DIOのような!?』のタイトルで、一連の状況が耳に届いていること、かねてより美香が『ジョジョの奇妙な冒険』の愛読者であること、この話題を機に恭子も同作品に興味を持ったことなどを記事にした。その後もサブカルチャーへの関心をたびたびブログへ掲載すると、姉妹のスタイルが2次元キャラクターさながらだと称えるコメントが増加した。その声に応え、アニメや漫画に登場する女性キャラクターのコスプレ写真をいくつか投稿し、新たな読者層を獲得した。

### コミックマーケット
2人（特に美香）が漫画やアニメに理解があると認識されはじめると、コミックマーケットについての話題が寄せられ、興味を示すようになる。2016年12月開催の“コミケ91”に足を運ぶ旨をブログに掲載すると「支払いはカードではなく現金で。紙幣で用意するのであれば1000円札が望ましい」「広い会場を歩くのでヒールの高い靴は避けて」「参加者への差し入れは遠慮した方が良い」などのアドバイスが読者から寄せられ、姉妹は素直に従う姿勢をみせた。実際に会場を訪れ、独特の雰囲気を体感すると「自分たちもサークル参加をしてみたい」と意欲を見せ始めた。
2017年夏に開催される“コミケ92”に出展する旨をブログで報告すると、申し込みの注意点や合否の有無など多くの意見やアドバイスがコメント欄を埋めた。叶姉妹はそれらに目を通し、不明・疑問点を再度ブログ記事で投げかけ、読者が再びレスポンスを返すという形を通した。その姿勢は合格通知が届き、同年8月の参加当日まで変わらなかった。2017年8月11日、“コミケ92”に『ファビュラス叶組』『プレシャスM組』として参加。グッズ頒布（物販）は専属スタッフに一任し、叶姉妹は、この日のために製作した名刺を来客者それぞれに手渡しし声かけに専念した。また、不適正な高額転売防止のため、受注生産でグッズを追加製作・販売をする旨を即日発表した。
翌12日、同人誌などを販売する「とらのあな」新CMへの起用が発表された。すると「コミケ参加は（同CM出演の）宣伝・プロモーションだったのではないか?」など、憶測や揶揄する内容がtwitterに複数投稿された。それらの事態を受け、8月14日のブログ記事において「事実無根」であると否定。コミケへの申し込みとCMオファーの時期では時系列が成立しないことを挙げ、またコミケ参加者およびその文化を大切に思う人々に失礼であると厳しくとがめた。同年12月29日、コミケ93にサークル参加。クリスマスデートの予定を全てキャンセルして、頒布する写真集3000冊全てに直筆のサインをする熱の入れようであった。前回同様、数時間待ちの行列ができる人気ぶりで好評を得たが、今回でサークル参加をいったん控える旨を明らかにした。今後は、姉妹の興味を引く頒布物を入手する“一般参加”でコミケを楽しむつもりであるという。

## 騒動

### 名誉毀損
2000年4月、叶恭子の内縁関係にあった男性が「シーザーの憂鬱」というタイトルで暴露本を出版。のちに叶恭子側が名誉毀損で訴えて出版差し止めを請求をしたが、最終的に帯の叶恭子の写真を外して決着した。
2005年6月27日、関西テレビ「快傑えみちゃんねる」へ岡田美里が出演した際、「夫が女性から『ちょっと遊びませんか?』と誘われた」、「興信所を使ったのか」などと発言。イニシャルと共に「あの大物姉妹」というナレーションによって人物が特定される。叶側はこれに対し「発言は真実ではない」とし、名誉毀損と計約1100万円の損害賠償を求めて東京地裁に提訴。東京地裁は2006年7月28日、「社会的評価に影響を与えた」と認定、岡田に計約66万円の支払いを命じる判決を下した。
2005年、中村うさぎがデリヘル嬢として性風俗店に勤務した体験記を『新潮45』に掲載。その際の源氏名が「叶恭子」だったことから、叶側は『新潮45』編集長宛に「名誉棄損とパブリシティーの侵害」として内容証明を送り抗議した。
2014年、サイゾーウーマンが普段の叶姉妹はジャージで移動し、人目に触れる場ではセレブ姿になるとした記事を掲載。これに叶姉妹側が抗議し、サイゾーウーマンは事実確認ができないとして謝罪を掲載した。

### 「芸歴26年」のテロップでフジテレビが謝罪
2011年11月10日放送の、フジテレビ「笑っていいとも」へゲスト出演した際、テロップに「芸歴26年」と表示され、コーナー司会の山崎弘也が「芸歴26年ということで」と紹介。コーナー終了後、CM明けの高橋真麻が、「先ほどの叶姉妹さんの経歴に関する情報は、全て間違いでした。お詫びして訂正いたします」と謝罪している。

## 出演

### 映画
- 叶姉妹
  - 『BUTTERFLISTA すべては、愛の行為。』（2010年）
- 恭子
  - 『IL VENTO E LE ROSE イルベントエレローゼ 愛するということ』 - 後述、恭子の書籍「トリオリズム」を原作とした、叶恭子初主演映画。
- 美香
  - 『TOKYO TRIBE』（2014年8月30日公開、園子温監督） - エレンディア

### テレビドラマ / アニメ
- 世にも奇妙な物語 秋の特別編「知らなすぎた男」（2002年10月、フジテレビ） - 美香のみ
- 11PM （1988年、日本テレビ） ※カバーガール
- 詩城の旅びと 第1話（1989年、NHK） - 美香のみ。クレジット表記は「玉井美香」
- さすらい刑事旅情編II第6話「特急ひたち・送られてきた婚約指輪」（1989年11月15日分、テレビ朝日系） - 美香のみ。クレジット表記は「玉乃ヒカリ」
- わがまま☆フェアリー ミルモでポン! ごおるでん 第7話「素直なフェアリー・ミルモ?」（2003年11月18日放送分、テレビ東京系） - “ごおじゃす妖精姉妹” キョウラ（恭子）とミカリ（美香）として出演。※声優初挑戦作品
- モンすたージオ（2004年 - 2008年、キッズステーション） - 小児向け教育番組。CGキャラクター、スーパービューティー「ココ」（恭子）と「ミカリン」（美香）として出演（声優）。また、美香はスーパービューティーミカリン名義でCDもリリースした。
- ヤッターマン（第2作）第7話「セレブ姉妹もつらいよだコロン!」 （2008年2月25日放送分、ytv・日テレ系） - 恭子・美香共に実名のゲストキャラクターとして（クレジット表記はカノウ姉妹）（声優）
- 御茶ノ水ロック 第2話（2018年1月25日、テレビ東京） - 美香のみ

### バラエティ番組
- 逃走中 江戸編  (2009年11月3日、フジテレビ)  ※逃走成功
- 逃走中 沖縄編  (2010年5月18日、フジテレビ)
- 逃走中2011〜大統領暗殺計画〜  (2011年3月6日、フジテレビ)
- 逃走中2012〜大江戸シンデレラ〜  (2012年1月8日、フジテレビ)
- 旅ずきんちゃん（2015年10月4日、TBSテレビ） - 美香のみ ※トーク相手はいとうあさこ、はるな愛
- 天国耳〜叶姉妹さんお聞きください〜（2023年8月29日、日本テレビ）[27]
- ゲストダイアン（2024年5月4日、ABCテレビ）[28]

### CM
- カナフレックスコーポレーション
- DHC - 美香のみ
- たかの友梨ビューティクリニック（2000年：〈美香のみ〉、2023年9月8日 - [29]）
- 任天堂『ゲームボーイアドバンス』「ゴールド&シルバー」（2002年）
- スパワールド「1000円ゴージャスキャンペーン」（2003年）
- 日清ラ王
- ボス
- アソビズム ドラゴンリーグX / ドラゴンリーグ（2014年）
- au WALLET（2014年10月）
- 桐灰化学 きりばい はる（2016年）
- とらのあな 「いっちゃってますわね。」篇（2017年）
- ミクシィ「モンスターストライク」「ヤバババーン モンスト年末年始キャンペーン'18-'19」（2018年12月） - タモリらと共演
- ネットプロテクションズ NP掛け払い「可能ですわよ 登場」篇・「可能ですわよ 大量の請求書」篇・「可能ですわよ 未入金への対応」篇（2019年9月 - ）

### 配信番組
- 叶姉妹のFabulous World（2021年8月17日 - 、Spotify） - ポッドキャスト番組。毎週火曜日18時頃配信

## 映像作品
- 叶姉妹
  - 『KYOKO KANO+MIKA KANO  LOVE&BEAUTY Ⅰ Make Love』（2001年9月19日、ポニーキャニオン）VHS、DVD
  - 『KYOKO KANO+MIKA KANO LOVE&BEAUTY II Kissing』（2001年9月19日、ポニーキャニオン）VHS、DVD
  - 『KYOKO KANO+MIKA KANO LOVE & BEAUTY Ⅲ Loving』（2001年10月17日、ポニーキャニオン）VHS、DVD
  - 『KYOKO KANO+MIKAKANO Kyoko's Eyes MIRAGE』（2002年12月、ポニーキャニオン）DVD
  - 『Kyoko Kano+Mika Kano SUPER BEAUTY』（2003年5月21日、ポニーキャニオン）DVD
  - 『Kano Sisters FABULOUS MAX〜美しすぎる　もうひとつのフルヌード写真集〜』（2004年7月、ポニーキャニオン）DVD
  - 『Kyoko Kano+Mika Kano SUPER BEAUTY Ⅲ SEXY DIET with POLE DANCE』（2007年9月19日、ポニーキャニオン）DVD
- 恭子
  - 『叶恭子のSUPER BEAUTY BODY MAKING　1st STAGE KYOKO'S DAYLY LIFE 歩くだけでキレイになれる／2nd STAGE KYOKO'S DAYLY EXERCISES 毎日のエクササイズ』（2000年8月、ポニーキャニオン）VHS（2巻）、DVD（2枚組）
  - 『KYOKO KANO'S NON-FICTION HEAVENLY BEAUTY』（2000年8月19日、ポニーキャニオン）VHS、DVD
- 美香
  - 『どっきんアイランド』（1989年、大陸書房）VHS  ※玉乃ヒカリ 名義
  - 『南の島のドッキンハンター』（1990年、大陸書房）VHS ※玉乃ヒカリ 名義
  - 『叶美香 MIKA KANO  INNOCENT BEAUTY』（2000年11月15日、ポニーキャニオン）VHS、DVD
  - 『叶美香 INNOCENTBEAUTY II Vacance with Angelic Mika』（2000年12月20日、ポニーキャニオン）VHS、DVD
  - 『Sweet Goddess』（2007年9月19日、ポニーキャニオン）DVD ※同名写真集からの写真と動画を収録。
  - 『Lifeline』ジャミロクワイのミュージックビデオに数カット登場している（2011年）

## 書籍・写真集
- 叶姉妹
  - 『FABULOUS BODY―叶恭子+美香写真集』（2000年7月、バウハウス）
  - 『月刊叶姉妹 special―Super celebrity Kano sisters』（2010年1月、新潮社）
  - 『叶恭子 叶美香 写真集 Fabulous Hot』（2010年9月、講談社）
  - 『ファビュラス 叶 コスプレアート写真集　FABULOUS COSPLAY WORLD』（2018年12月25日、玄光社）
- 恭子
  - 『叶恭子のスーパービューティ』（1999年8月）
  - 『蜜の味―ミレニアム・ミューズ』（1999年12月）
  - 『INNOCENTBEAUTY-叶恭子フォトエッセー-』（2000年12月、ポニーキャニオン）
  - 『HEAVENLY BEAUTY Kyoko kano'S Non-Fiotion』発行：ポニーキャニオン、発売：扶桑社
  - 『叶恭子・トリオリズム（3P）』（2006年1月、小学館）
  - 『叶恭子 Love&Sex』（2007年3月28日）
  - 『fabulous beauty “kyoko kano”/ファビュラス ビューティ 』（2008年4月22日）
  - 『叶恭子の知のジュエリー12ヵ月』（2008年8月23日、理論社・よりみちパン!セ レーベル）
  - 『KOKO』（2009年3月16日）
  - 『叶恭子の美しすぎる奇跡のセレブ肌を貴方に 「美は1日してならず」』（2012年6月26日）
  - 『叶 恭子幸せの日めくり 31のフィロソフィ たとえ100万人が楽しそうにしていたとしても、そこに楽しめるものがない『この世にたった一人のあなた』は、無理に笑うことはありません。』（2015年12月25日）
- 美香
  - 『Be Cool!』1989年10月、大陸書房）- 玉乃ヒカリ名義 ※写真集
  - 『Sweet Goddess』（2006年4月、バウハウス） 撮影：叶恭子
  - 『Sweet Goddess II』（2006年11月、バウハウス） 撮影：叶恭子
  - 『おっぱいにつまっているもの 気くばり目くばり思いやり』（2008年9月、講談社）
  - 『Melting』光文社（2012年8月）
  - 『MeltingⅡ Precious Morning』（2018年1月26日、光文社） 撮影：叶恭子

## CD
- 『サルサ!アマイエクスタシー』（2000年9月、ダイキ） - 作詞：恭子、歌唱：美香。
- 『O・SU・SO・WA・KE〜プルプルンのキュッのボン!〜』（2004年12月15日、ポニーキャニオン） - スーパービューティーミカリン+K with キューティーモンすたーズ名義。

## オリジナルアニメーション
- 『ABUNAI SISTERS -KOKO & MIKA-』

世界初の日米同時ギャザリング方式を採用し、世界同時完全予約オリジナルDVD。2009年3月5日発売。叶姉妹をモデルとした3DCGアニメーション。ショートエピソード10話収録。イラスト原案は松下進、監督は中尾浩之が担当。海外でも著名なプロダクションI.Gが制作を担当。
予約数が増えるほど販売価格の下がるギャザリングシステムを採用。初値30,000円から累積購入申込み数により段階的に減額され、90,001枚以上で底値2,500円になるというもの。先着予約者500枚に発売記念パーティへの招待権・エンドロールへのクレジット特典、1000枚までには非売品フィギュア、2000枚までには直筆サインが付属した。
当初の予約締め切り日は2009年1月29日だが、29日時点の予約数がおよそ150枚だったため、急遽2月20日まで受付期限を延長した。2009年2月20日13:00に予約受付が終了し、最終予約数は265枚、価格30,000円が確定した

## 人形
- タカラ叶姉妹ゴージャスドール／グラマー
  - 姉妹セットの人形。2体共、赤のドレスを着用。大きな違いは細かいデザイン、装飾品、恭子人形には白のケープがついている。2体セット￥20,000、完売。
- タカラ叶姉妹ゴージャスドール／ミューズ
  - 上記の同人形別バージョンセットで、2体共マーメードスカートのドレスを着用。大きな違いはスカートの裾のデザイン、ドレスの色が恭子人形はゴールド、美香人形はシルバーである。2体セット￥20,000、完売。